# Bruno Labbadia
Bruno Labbadia (Darmstadt, Alemanya, 8 de febrer de 1966) és un entrenador de futbol alemany d'ascendència italiana. Ha entrenat diversos equips de la Bundesliga, i actualment dirigeix el primer equip del Hertha BSC.

## Palmarès
Bayern de Múnic
- Bundesliga: 1993–94[1]